# 凱萊定理
在群論中，凱萊定理（英語：Cayley's Theorem）聲稱所有群 {\displaystyle G} 都與在 {\displaystyle G} 上的對稱群 {\displaystyle S_{G}} 的一個子群同構。這代表我們可以將 {\displaystyle G} 的群運算視為在 {\displaystyle G} 的元素上的群作用。該定理以英國數學家阿瑟·凱萊命名。
集合 {\displaystyle G} 的置換是任何從 {\displaystyle G} 到 {\displaystyle G} 的雙射函數。由所有置合構成集合與函數複合共同構成了一個群，稱為「 {\displaystyle G} 上的對稱群」，并記為 {\displaystyle {\text{Sym}}(G)}。
凱萊定理通過把任何群（包括無限群，如 {\displaystyle (\mathbb {R} ,+)}）都當作某個底層集合的置換群，把所有群都放在了同一個根基上。因此，對置換群成立的定理對於一般群也成立。

## 歷史
Burnside
將其歸功於Jordan，但是 
Eric Nummela爭論說這個定理的名字“凱萊定理”事實上是合適的。凱萊在他最初介紹群概念的1854年論文中證明了定理中的對應是一一對應，但是沒能明確的證明它是同態(因此是同構)。但是，Nummela提示大家注意凱萊讓當時的數學界知道了這個結果，因此比Jordan要提前了16年。

## 定理的證明
令 {\displaystyle G} 為一個群，由逆元的唯一性可以得出對于任何 {\displaystyle G} 中元素 {\displaystyle g} ，有 {\displaystyle g\cdot G=G} ，以及 {\displaystyle gx=gy\iff x=y} 其中 {\displaystyle \iff } 是邏輯關係當且僅當的記號。所以左乘 {\displaystyle g} 充當了雙射函數 {\displaystyle f_{g}:G\rightarrow G} ，其定義為 {\displaystyle f_{g}(x)=g\cdot x}。所以， {\displaystyle f_{g}} 是 {\displaystyle G} 的置換，并因此是 {\displaystyle {\text{Sym}}(G)} 的一個元素。
如下定義 {\displaystyle {\text{Sym}}(G)} 的子集 {\displaystyle K}
{\displaystyle K=\{f_{g}\mid g\in G;} 并且對所有{\displaystyle x\in G} 有 {\displaystyle f_{g}(x)=g\cdot x\}}
{\displaystyle K} 是同構於 {\displaystyle G} 的一個子群。得出這個結果的最快方式是考慮函數 {\displaystyle T:G\rightarrow {\text{Sym}}(G)} ， {\displaystyle T(g)=f_{g}} 。(對 {\displaystyle {\text{Sym}}(G)} 中的複合使用"·")， {\displaystyle T} 是一個群同態，這是因為所有 {\displaystyle G} 中的 {\displaystyle x} ，有
{\displaystyle (f_{g}\cdot f_{h})(x)=f_{g}(f_{h}(x))=f_{g}(h\cdot x)=g\cdot (h\cdot x)=(g\cdot h)\cdot x=f_{g\cdot h}(x)}
{\displaystyle T(g)\cdot T(h)=f_{g}\cdot f_{h}=f_{g\cdot h}=T(g\cdot h)}
同態 {\displaystyle T} 也是一個單射，因為 {\displaystyle T(g)=id_{G}} （{\displaystyle {\text{Sym}}(G)} 中的單位元）蘊含了對于所有 {\displaystyle G} 中使得 {\displaystyle g\cdot x=x} 的 {\displaystyle x} 。選取x為G的單位元e產生g = g*e = e。
另一個 {\displaystyle T} 為單射的證明是因為可以從 {\displaystyle g\cdot x=g\cdot x'} 推出 {\displaystyle x=x'} 。
因此 {\displaystyle G} 同構於 {\displaystyle T} 的像，即子群 {\displaystyle K} 。
{\displaystyle T} 有時叫做 {\displaystyle G} 的正規表示。

### 另一个證明
另一个證明使用了群作用的概念。考慮群{\displaystyle G}為G-集合，可以證明它有置換表示{\displaystyle \phi }。
首先假設{\displaystyle G=G/H}帶有{\displaystyle H=\{e\}}。則根據G-軌道分類這個群作用是{\displaystyle g.e}（也叫做軌道-穩定集定理）。
現在這個表示是忠实的，如果{\displaystyle \phi }是單射，就是說，如果{\displaystyle \phi }的核是平凡的。假設{\displaystyle g} ∈  ker {\displaystyle \phi }，則{\displaystyle g=g.e=\phi (g).e}，通過置換表示和群作用的等價性。但是因為{\displaystyle g} ∈  ker {\displaystyle \phi }, {\displaystyle \phi (g)=e}并因此ker {\displaystyle \phi }是平凡的。則im {\displaystyle \phi <G}并因此利用第一同構定理得出結論。

## 對正規群表示的注記
單位元對應於恒等置換。所有其他的群元素對應於不留下任何元素不變的置換。會因為這也適用於群元素的冪，小于這個元素的階，每個元素對應於由相同長度的環構成的置換：這個長度是這個元素的階。在每個環中的元素形成了這個元素生成的子群的左陪集。

## 正規群表示的例子
Z2 = {0,1}帶有模2加法，群元素0對應於恒等置換e，群元素1對應於置換 (12)。
Z3 = {0,1,2}帶有模3加法；群元素0對應於恒等置換e，群元素1對應於置換 (123)，而群元素2對應於置換 (132)。比如1 + 1 = 2對應於 (123)(123)=(132)。
Z4 = {0,1,2,3}帶有模4加法；它的元素對應於e, (1234), (13)(24), (1432)。
克萊因四元群{e, a, b, c}的元素對應於e, (12)(34), (13)(24)和 (14)(23)。
S3（6階二面體群）是三個對象的所有置換的群，但也是6個群元素的置換群：
| * | e | a | b | c | d | f | 置換         |
| - | - | - | - | - | - | - | ------------ |
| e | e | a | b | c | d | f | e            |
| a | a | e | d | f | b | c | (12)(35)(46) |
| b | b | f | e | d | c | a | (13)(26)(45) |
| c | c | d | f | e | a | b | (14)(25)(36) |
| d | d | c | a | b | f | e | (156)(243)   |
| f | f | b | c | a | e | d | (165)(234)   |

## 引用
1. ↑  Burnside, William,  2, Cambridge, 1911
2. ↑  Jordan, Camille, , Paris: Gauther-Villars, 1870
3. ↑  Nummela, Eric, , American Mathematical Monthly, 1980, 87 (3): 202–203
4. ↑  Cayley, Arthur, , Phil. Mag., 1854, 7 (4): 40–47